# Astrocladus
Genre
Astrocladus est un genre d'ophiures (échinodermes) de la famille des Gorgonocephalidae.

## Carctéristiques
Au sein de sa famille, ce genre se distingue par le fait que les épines apparaissent après la première ou seconde ramification des bras. Les ossicules externes du disque sont en forme de cônes, le madréporite borde la bouche.
Il est répandu dans le bassin Indo-Pacifique, de l'Afrique du sud au Pacifique, et relativement courant à faible profondeur.

## Liste des espèces
Selon World Register of Marine Species (6 janvier 2015) :
- Astrocladus africanus Mortensen, 1933 -- Afrique du Sud
- Astrocladus annulatus (Matsumoto, 1912) -- Japon
- Astrocladus coniferus (Döderlein, 1902) -- Mer de Chine et Japon
- Astrocladus dofleini Döderlein, 1910 -- Afrique du Sud
- Astrocladus euryale (Retzius, 1783) -- Afrique du Sud
- Astrocladus exiguus (Lamarck, 1816) -- Madagascar et Indo-Pacifique
- Astrocladus goodingi Baker, Okanishi & Pawson, 2018 -- Mayotte (et probablement sa région)
- Astrocladus hirtus Mortensen, 1933 -- Afrique du Sud et du sud-est
- Astrocladus ludwigi (Döderlein, 1896) -- Indo-Pacifique
- Astrocladus pardalis (Döderlein, 1902) -- Japon
- Astrocladus socotrana Baker, Okanishi & Pawson, 2018 -- Socotra
- Astrocladus tonganus Döderlein, 1911 -- Tonga, Nouvelle-Zélande, Indo-Pacifique

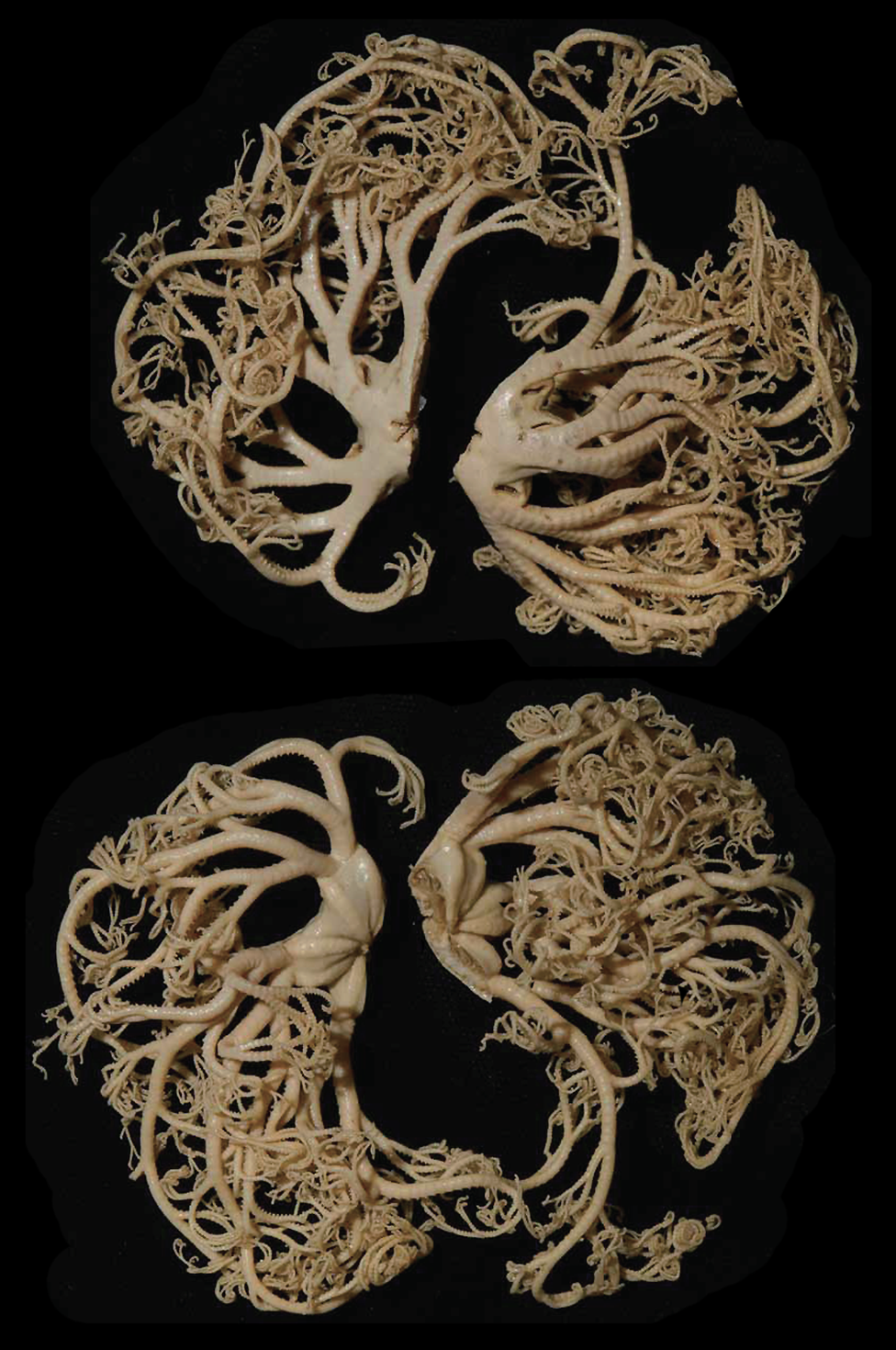
Astrocladus annulatus.
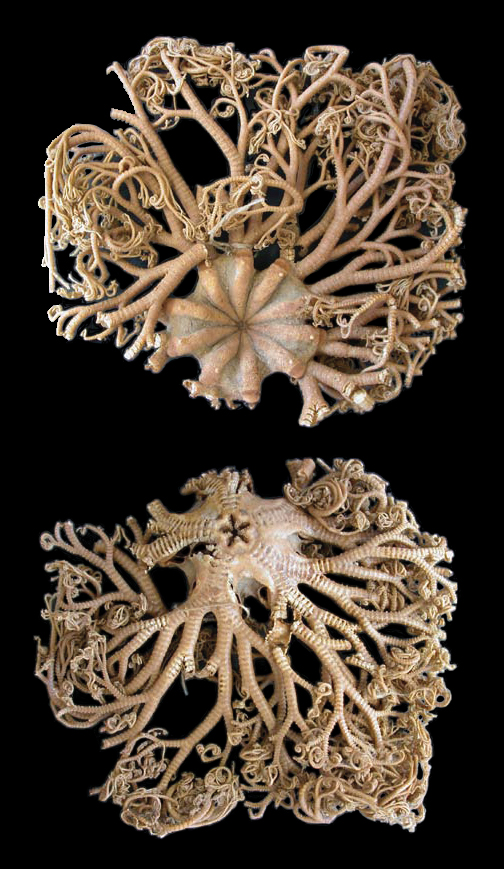
Astrocladus coniferus (en laboratoire).
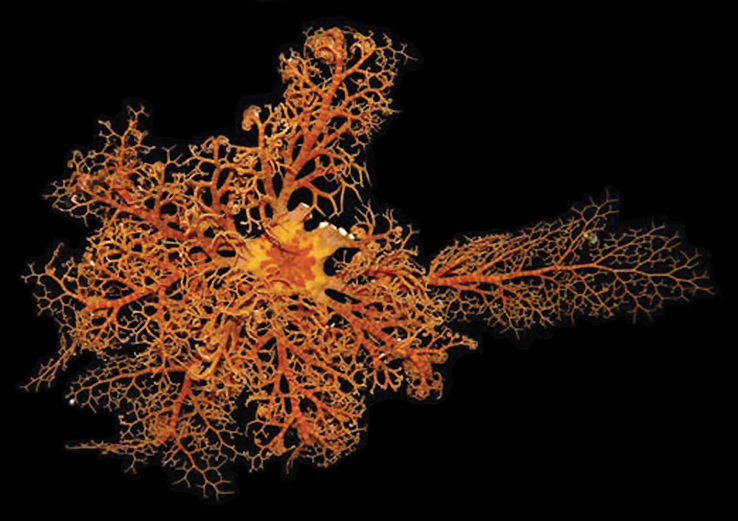
Astrocladus coniferus.
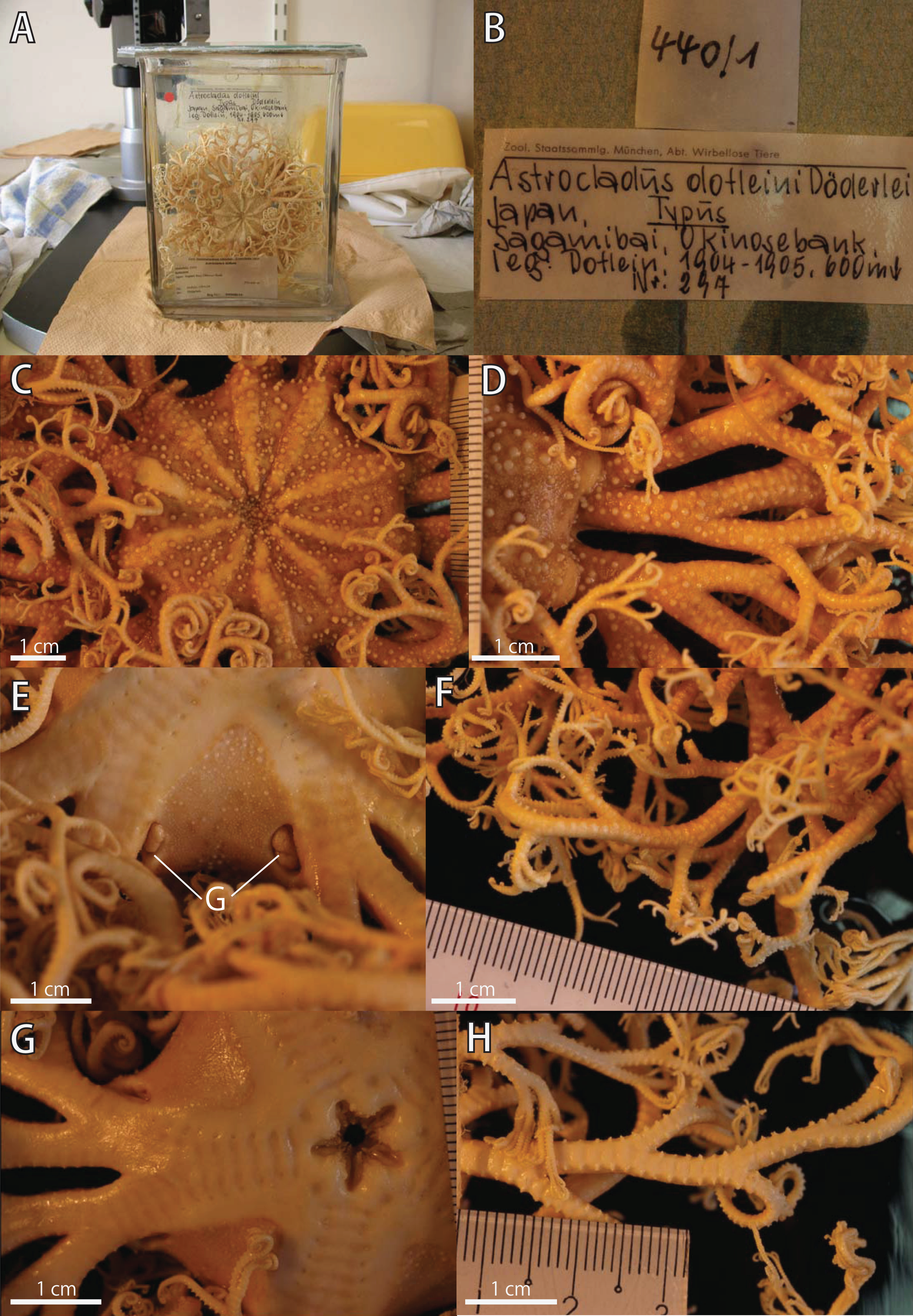
Astrocladus dofleini.
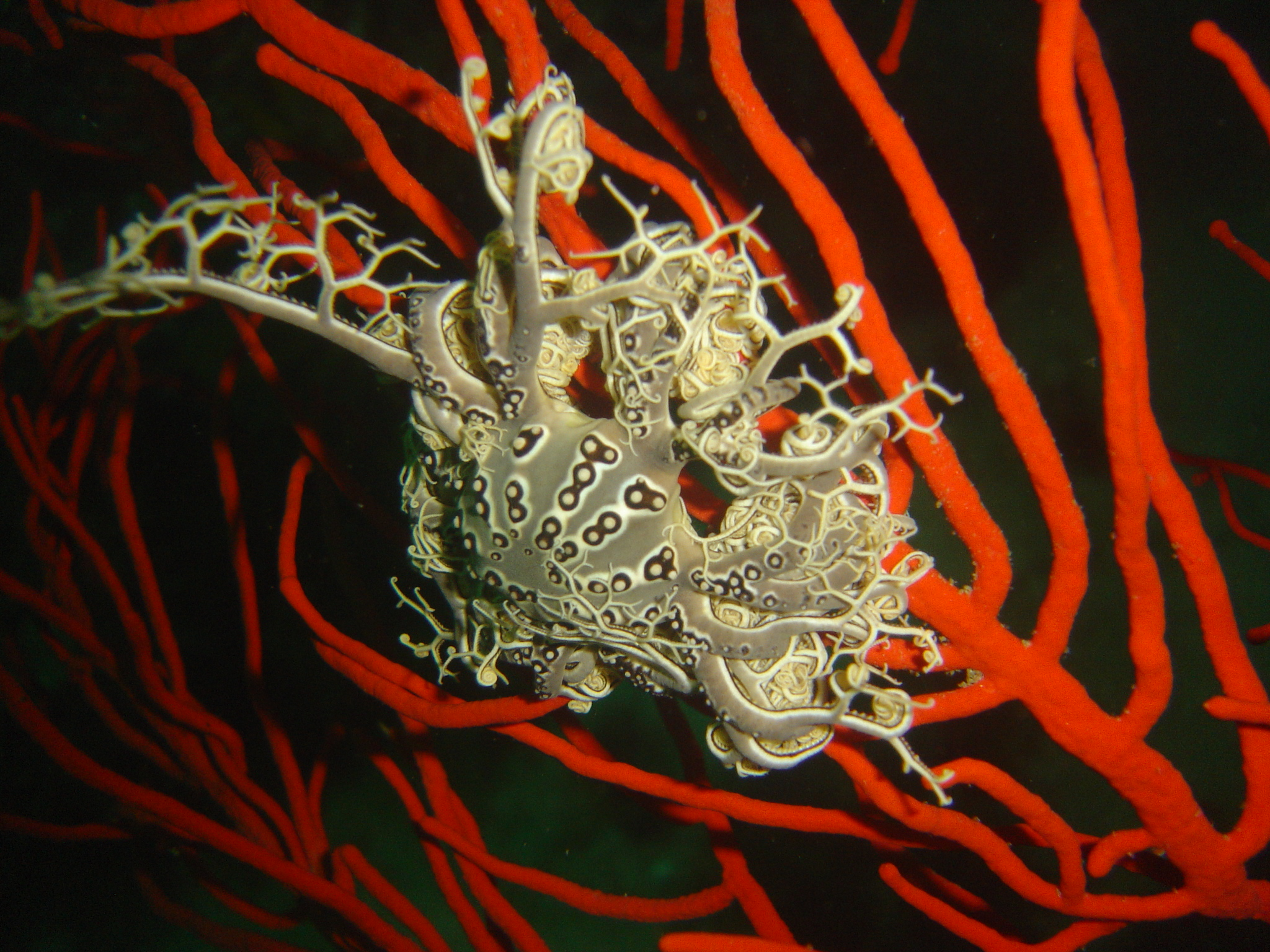
Astrocladus euryale.
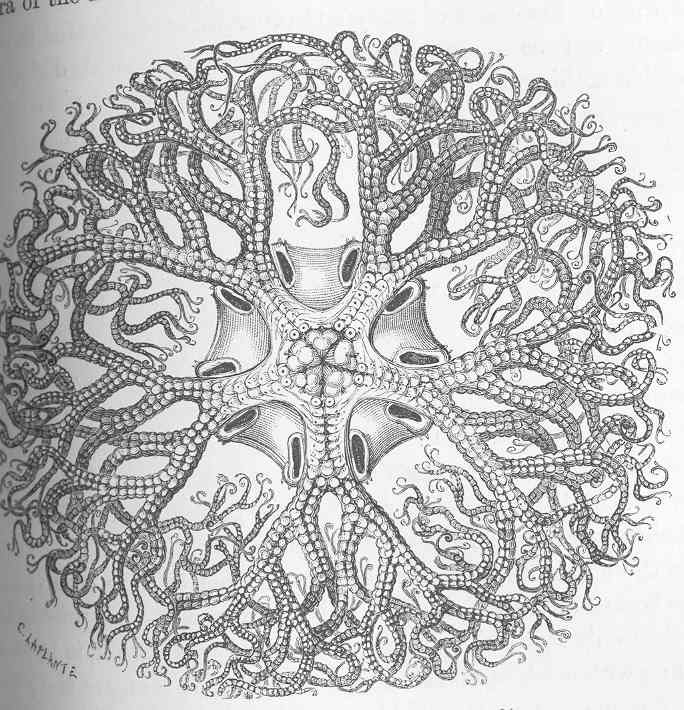
Astrocladus exiguus.
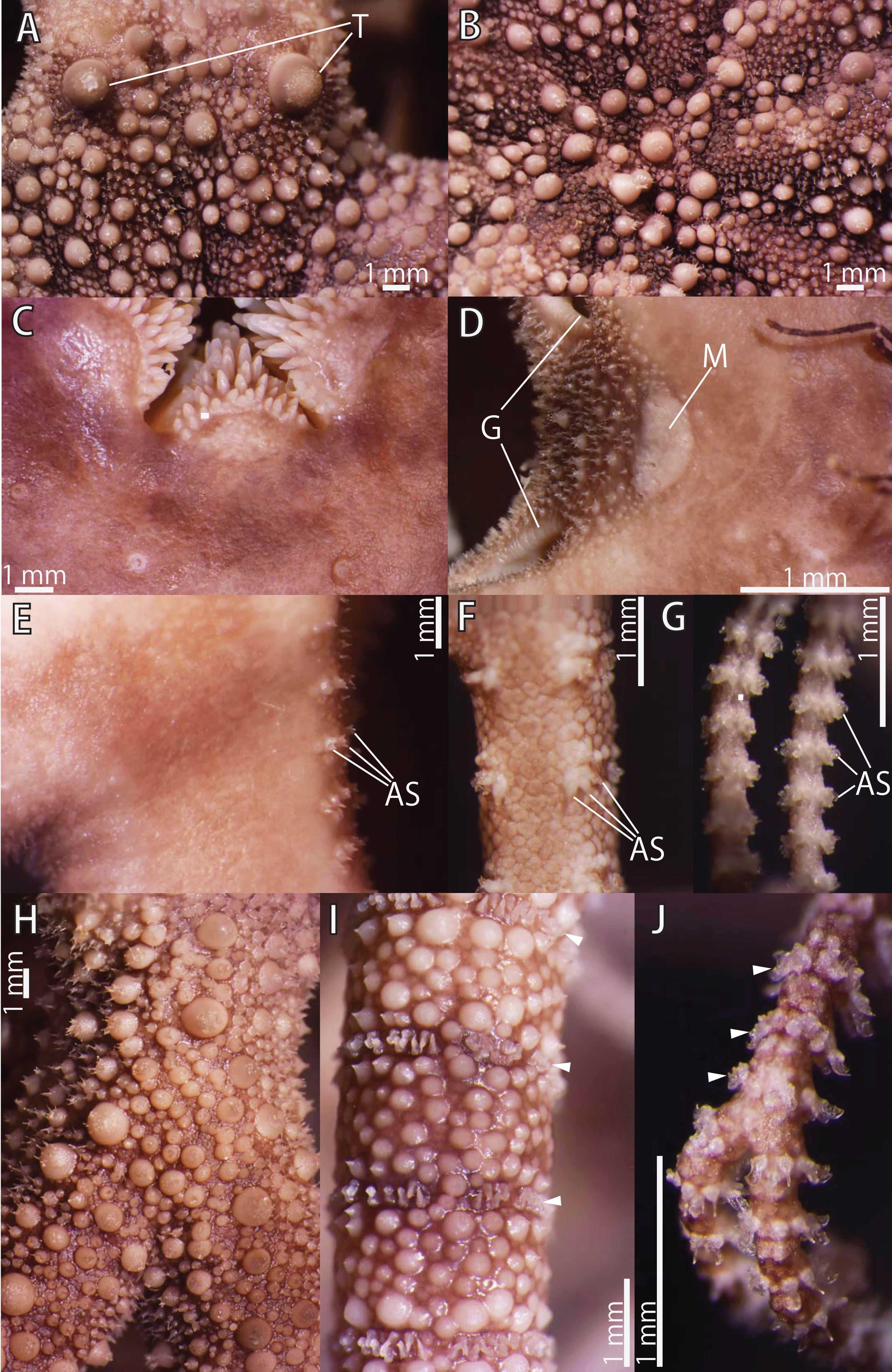
Astrocladus exiguus (détails).
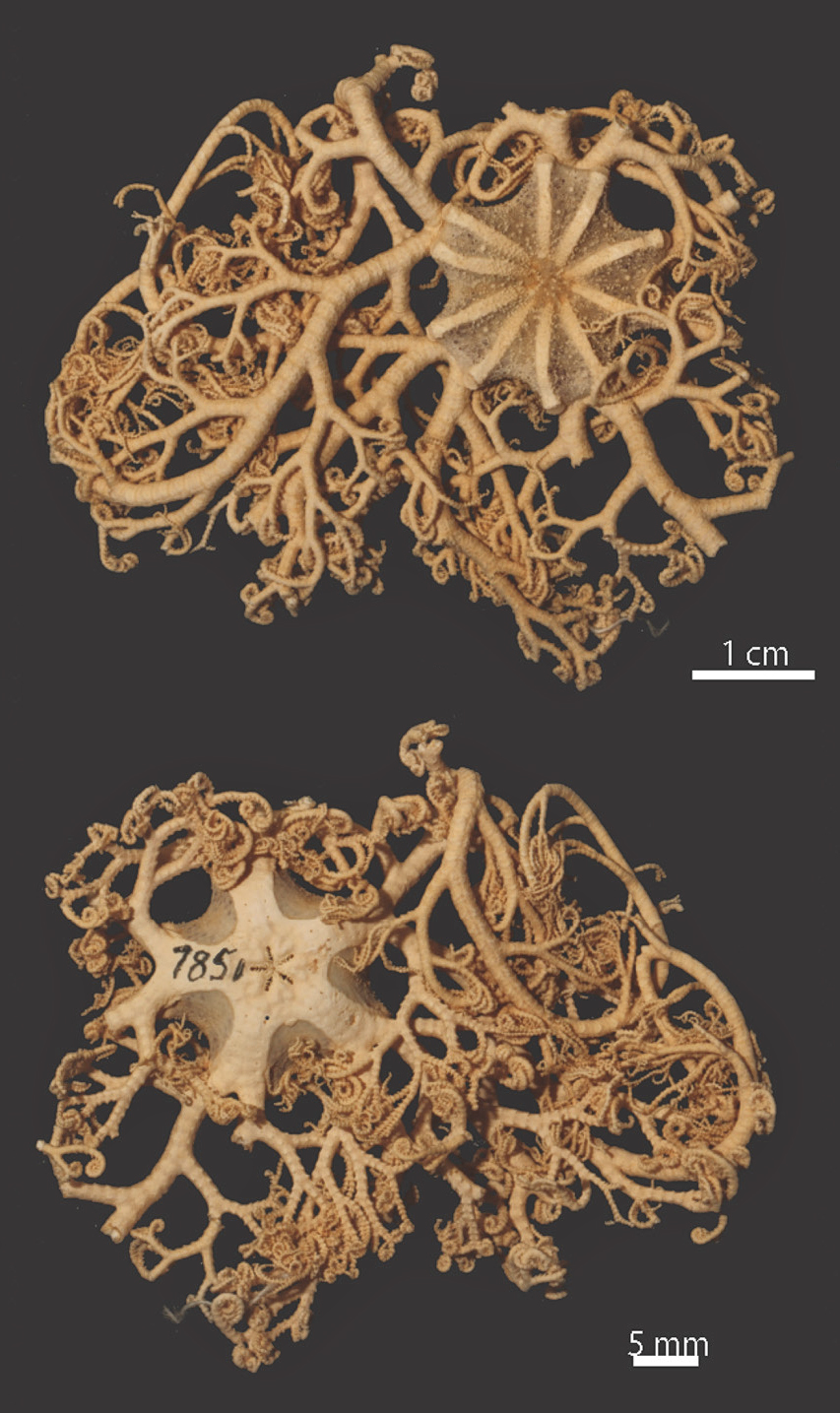
Astrocladus goodingi.
Astrocladus hirtus.
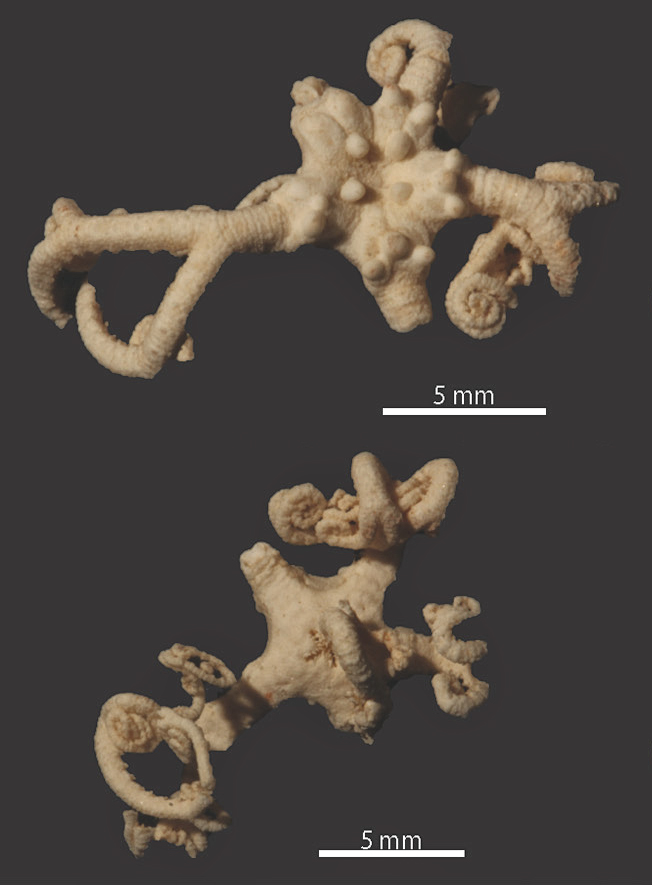
Astrocladus ludwigi.
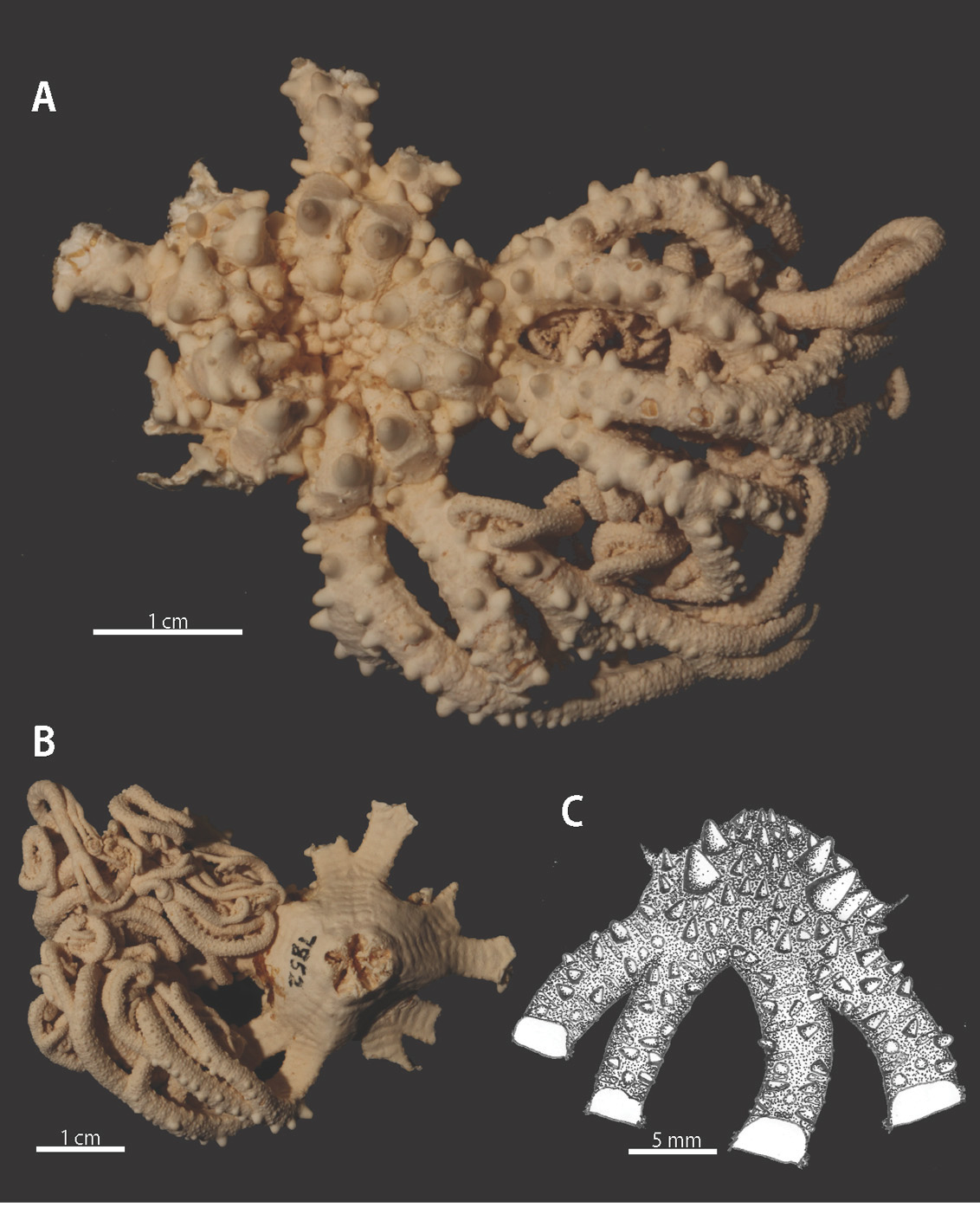
Astrocladus socotrana.